# El Molí Nou (Castellterçol)
El Molí Nou és un molí del terme municipal de Castellterçol, a la comarca del Moianès.
És a la zona central-nord-oriental del terme, a la dreta de la riera de Fontscalents, a cosa d'1,5 quilòmetres del centre de Castellterçol.